# Граф Мерингера
Граф Мерингера — 5-регулярный неориентированный граф с 30 вершинами и 75 рёбрами. Граф является одной из четырёх (5,5)-клеток, другие три — клетка Фостера, граф Робертсона — Вегнера и граф Вонга. Граф назван именем Маркуса Мерингера, открывшего его в 1999 г., хотя он долгое время считал, что только три подобных графа существуют.
Граф имеет хроматическое число 3, диаметр 3 и он вершинно 5-связен.

## Алгебраические свойства
Характеристический многочлен графа равен
{\displaystyle (x-5)(x-2)^{9}x(x+2)^{3}(x+3)^{2}(x^{2}+x-4)^{3}(x^{2}+2x-2)^{4}.}